# Proasellus hermallensis
Proasellus hermallensis is een pissebed uit de familie Asellidae. De wetenschappelijke naam van de soort is voor het eerst geldig gepubliceerd in 1938 door Arcangeli.